# 15947 Milligan
15947 Milligan este un asteroid din centura principală de asteroizi.

## Descriere
15947 Milligan este un asteroid din centura principală de asteroizi. A fost descoperit pe 2 ianuarie 1998 la Reedy Creek de John Broughton. Asteroidul prezintă o orbită caracterizată de o semiaxă mare de 2,52 ua, o excentricitate de 0,16 și o înclinație de 4,9° în raport cu ecliptica.